# Amarentia Wilhelmina Harting
Amarentia Wilhelmina Harting (geboren 22. März 1756 in Den Haag; gestorben 15. Mai 1801 in Riga) war eine niederländische Frau, die durch ihre Korrespondenz einen Einblick in das Alltagsleben in Russland im 18. Jahrhundert gab.

## Leben
Amarentia Wilhelmina Harting wurde am 22. März 1756 in Den Haag geboren. Sie war das dritte Kind von Marcus Harting (1715–1793) und Maria Godefreda Elisabeth Comans (1733–?). Sie wurde evangelisch-lutherisch getauft.
Sie wuchs mit vier Brüdern in Den Haag auf. Zwei Schwestern und drei weitere Brüder starben bereits in jungen Jahren. Am 18. Juli 1779 heiratete sie in Den Haag den Militäringenieur Jan Pieter Graf von Suchtelen (1751–1836). Van Suchtelen stammte aus Grave und arbeitete als Ingenieur in der niederländischen Armee. Das Paar ließ sich in Den Haag nieder, dort kamen zwei Töchter zur Welt. Ihr Mann trat 1783 der russischen Armee bei und zog nach St. Petersburg. Dorthin folgten ihm Amarentia Harting und die Kinder einige Wochen später.
Sie lebten zunächst in St. Petersburg, doch das Leben war dort sehr teuer und sie waren in finanziellen Schwierigkeiten. Sie bekamen zwei weitere Töchter und einen Sohn, von denen eines im Alter von vier Jahren starb. Zumeist war Amarentia Harting mit den Kindern alleine, da Van Suchtelen aus beruflichen Gründen ständig auf Reisen war. Er machte Karriere, jedoch besserte sich ihre finanzielle Situation nicht. Von Kaiserin Katharina wurde er im Jahr 1790 für seine Verdienste mit einem Anwesen im Gouvernement Wyborg in Südfinnland belohnt und einige Jahre später mit einem weiteren in der Ukraine. Jedoch bereitete die Geschäftsführung dem Ehepaar Sorgen. Dies ist in ihrer Korrespondenz festgehalten, in dem es vor allem um alltägliche Dinge, die Kinder, das Personal und ihre ständige Sehnsucht nach seiner Heimkehr ging.
Das Paar kehrte 1792 zurück in die Niederlande, sie besuchten ihre Familie und Amarentia Harting blieb schwanger zurück, als ihr Mann im Juni 1793 erneut nach Russland reiste. Ihr achtes Kind wurde im Januar 1794 geboren und Mitte 1795 trat sie die Rückreise nach Russland in der Begleitung ihres Schwagers Rochus van Suchtelen an. Er blieb auch in den folgenden Jahren bei ihr. Sie lebten in der Zeit an unterschiedlichen Orten, wie 1796 in Wyborg und 1800 in Riga. In der Zwischenzeit war Jan Pieter van Suchtelen zum General befördert worden und war die meiste Zeit weit weg von seiner Frau und den Kindern. Manchmal war er nur ein paar Tage im Jahr zu Hause, wie sie 1798 herausfand. Als Amarentia Harting am 4. Mai 1801 nach einer schweren Krankheit in Riga starb, war er in Archangelsk. Durch seinen Bruder Rochus wurde er in einem Brief über ihre letzten Tage und ihren Tod informiert.
Die meiste Zeit ihres Ehelebens hat das Paar getrennt verbracht. Amarentia Harting lebte bei den Kindern an unterschiedlichen Wohnorten, und Van Suchtelen war die meiste Zeit dienstlich unterwegs. Diese Distanz überbrückten sie mit zahllosen Briefen, die in Van Suchtelens persönlichem Archiv aufbewahrt werden, das sich heute im Zentralen Staatlichen Militärhistorischen Archiv in Moskau befindet. Dieser Briefwechsel bietet die Möglichkeit, einen Einblick in den Alltag einer Niederländerin in Russland zu gewinnen.